# Mein chinesisches Herz
Mein chinesisches Herz (chinesisch 我的中国心, Pinyin Wǒ de Zhōngguó xīn) ist ein in China populäres Lied. Sein Text stammt von Huang Zhan, die Musik von Wang Fuling.
Es wurde zuerst von dem Hongkong-Chinesen Zhang Mingmin gesungen, dessen Auftritt bei der CCTV-Frühlingsfest-Gala 1984 besonderes Aufsehen erregte. Besonders beliebt war das Lied in den 1980er Jahren.
Im Jahr 2007 wurde es als eines von 31 Werken für Chinas ersten Mond-Satelliten Chang’e-1 ausgewählt.